# La Junta (Parker County)
|  | Dieser Artikel wurde aufgrund von inhaltlichen Mängeln auf der Qualitätssicherungsseite des Projektes USA eingetragen. Hilf mit, die Qualität dieses Artikels auf ein akzeptables Niveau zu bringen, und beteilige dich an der Diskussion! Eine nähere Beschreibung der zu behebenden Mängel fehlt. |

La Junta ist ein Ort im Parker County im amerikanischen Bundesstaat Texas und liegt am Texas State Highway 199, direkt südlich der Stadtgrenze von Reno und westlich von Sanctuary auf 249 m Höhe. Er hat den Status eines gemeindefreien Gebiets (“Unincorporated Area”). Postalisch wird der Ort über das U.S. Post Office von Springtown bedient und wurde im November 1979 in das Geographic Names Information System aufgenommen.
In La Junta gibt es eine Kirche der Southern Baptist Convention, die La Junta Baptist Church, eine Abteilung der Feuerwehr des Parker County und den Campingplatz La Junta RV Park.
2012 waren in La Junta 108 Menschen an die Wasserversorgung angeschlossen.